# Nicholas Kipchirchir
Nicholas Togom Kipchirchir (17 febbraio 1992) è un mezzofondista keniota.

## Biografia
Nel 2011 ha partecipato ai campionati africani juniores, vincendo la medaglia d'argento nei 10000 m con il tempo di 28'23"22; nella medesima manifestazione ha preso parte anche alla gara dei 5000 m, che ha terminato in quarta posizione.

## Palmarès
| Anno | Manifestazione               | Sede     | Evento        | Risultato | Prestazione | Note |
| ---- | ---------------------------- | -------- | ------------- | --------- | ----------- | ---- |
| 2011 | Campionati africani juniores | Gaborone | 5000 m piani  | 4º        | 13'49"80    |      |
| 2011 | Campionati africani juniores | Gaborone | 10000 m piani | Argento   | 28'23"22    |      |

## Campionati nazionali
2012
- 4º ai campionati kenioti, 10000 m piani - 28'14"36

## Altre competizioni internazionali
2011
- 6º al Gyulai István Memorial ( Budapest), 5000 m piani - 13'30"26
- Bronzo al Tuskys Wareng Crosscountry ( Eldoret) - 35'04"
- Oro alla KCB/Athletics Kenya National Crosscountry Series ( Eldoret) - 30'46"

2012
- Oro alla Mezza maratona di Torino ( Torino) - 1h01'37"
- Argento alla Mezza maratona di Saint-Denis ( Saint-Denis) - 1h02'54"
- 8º alla Mezza maratona di Azpeitia ( Azpeitia) - 1h04'23"
- Oro alla Dieci Miglia del Garda ( Navazzo), 10 miglia - 50'37"
- Argento alla We Run Rome ( Roma) - 28'51"
- Oro alla Sotokoto Safari 10K ( Nairobi) - 29'14"
- 6° alla Amatrice-Configno ( Amatrice), 8,5 km - 25'08"

2013
- Argento alla Mezza maratona di Udine ( Udine) - 1h01'02"
- Oro alla Mezza maratona di Torino ( Torino) - 1h02'24"
- Bronzo alla Mezza maratona di Kisii ( Kisii) - 1h04'46"
- 6º alla San Blas Half Marathon ( Coamo) - 1h05'07"
- 6º al Birell Grand Prix ( Praga) - 28'37"
- Bronzo alla Sotokoto Safari 10K ( Nairobi) - 34'05"

2014
- Oro alla Mezza maratona di Venlo ( Venlo) - 1h01'52"
- 9º alla City-Pier-City Loop ( L'Aia) - 1h03'00"
- 6º alla Marseilles-Cassis ( Marsiglia), 20 km - 1h01'35"
- Oro alla Jever-Fun-Lauf 10M ( Schortens), 10 miglia - 46'32"
- Oro alla Fish Potato Run ( Emmeloord), 12,875 km - 37'55"
- Bronzo alla Hamburg Alsterlauf ( Amburgo) - 28'34"
- Oro alla Hilversum City Run ( Hilversum) - 28'37"
- Argento all'Hemmeromloop ( Hem) - 28'57"
- Oro alla 10 km di Águilas ( Águilas) - 30'13"
- 11º al Nairobi International Crosscountry ( Nairobi) - 35'45"
- Oro alla Menzis Singelloop ( Enschede), 5 miglia - 23'00"

2015
- 16º alla Mezza maratona di Yangzhou ( Yangzhou) - 1h04'48"